# Marc Solà Pastoret
Marc Solà Pastoret (* 6. September 1985 in Camprodon) ist ein spanischer Skibergsteiger.
Solà begann 2002 mit dem Skibergsteigen und gehört seit 2003 zur spanischen Nationalmannschaft. Er lebt in Vilallonga de Ter.

## Erfolge
- 2005:
  - 3. Platz beim letzten Weltcup-Rennen, Slowakei
  - 4. Rang beim Weltcup Skibergsteigen Junioren 2005

- 2007:
  - 4. Platz bei der Europameisterschaft Skibergsteigen Staffel (mit Javier Martín de Villa, Agustí Roc Amador und Manuel Pérez Brunicardi)
  - 10. Platz bei der Pierra Menta mit Jordi Bes Ginesta

- 2008:
  - 3. Platz bei der Weltmeisterschaft Skibergsteigen Staffel (mit Javier Martín de Villa, Manuel Pérez Brunicardi und Kílian Jornet Burgadá)
  - 9. Platz bei der Weltmeisterschaft Skibergsteigen Einzel
  - 9. Platz bei der Weltmeisterschaft Skibergsteigen Langdistanz